# Анапский (Крымский район)
Анапский — хутор в Крымском районе Краснодарского края России. Входит в состав Кеслеровского сельского поселения.

## География
Находится у реки Непиль.
Примыкает к хутору Павловский через ул. Виноградную.
На 2018 год на хуторе числится одна улица: Виноградная.
Высота центра селения над уровнем моря — 38 м

## Население
| 1999 | 2002 | 2010 |
| ---- | ---- | ---- |
| 405  | ↘385 | ↗448 |

## Инфраструктура
Личное подсобное хозяйство.

## Транспорт
Стоит на автодороге регионального и межмуниципального значения 03А-009 Крымск — Джигинка.
Остановка общественного транспорта «Виноградная улица».